# 建国以来の党の若干の歴史問題についての決議
建国以来の党の若干の歴史問題についての決議（けんこくいらいのとうのじゃっかんのれきしもんだいについてのけつぎ、中国語: 中国共产党中央委员会关于建国以来党的若干历史问题的决议）は、1981年6月27日から6月29日まで開催された中国共産党第11期中央委員会第6回全体会議（第11期6中全会）で、文化大革命を含む中華人民共和国建国以来の一連の重大な歴史事件について、公式に全面的な総括を行ったもの。歴史決議（れきしけつぎ）と略称される。
中華人民共和国建国（1949年10月1日）以前の第二次世界大戦・日中戦争（支那事変）末期の1945年4月の中国共産党第6期中央委員会第7回全体会議（第6期7中全会）で採択され、党創設以来の路線問題などについて評価を定めた「若干の歴史問題に関する決議」、党創立100年に際して2021年11月11日に採択された「党の100年間の奮闘の重大な成果と歴史的経験に関する決議」と並び、党の歴史評価として最も重要な文献となっている。

## 背景
文化大革命以降、中国は激しい変化に見舞われ、共産党指導部の過去に起きた事件に対する評価で分裂を生み、思想的な混乱を来たした。毛沢東や文化大革命の評価については、特に議論を呼んだため、党として歴史問題に統一認識として結論を出す必要に迫られた。
毛沢東の死後、後継者の鄧小平を中心とする中央政治局、中央書記処などの指導の下、胡喬木が責任者として起草作業の中心となった。1980年3月から、政治局拡大会議、6中全会予備会議などで修正が加えられ、第11期6中全会までに最終案が完成した。

## 内容
決議は中華人民共和国建国以来の歴史を以下の4つに分け評価した。
1. 社会主義改造が基本的に完成した7年（1949年 - 1956年）
国家の指導方針と政策は基本的に正確だった。
2. 社会主義が全面的に建設を開始した10年（1956年 - 1965年）
巨大な成果を得たが、厳しい挫折にも遭った。
3. 文化大革命の10年（1966年 - 1976年）
党、国家と人民は建国以来最も厳しい挫折と損失に遭った。
4. 歴史の偉大な転換（1977年 - 1981年）
国家は新しい歴史発展の時期に入った。
また、第11期5中全会（1980年2月）では毛沢東への評価に影響するために唯一保留となっていた劉少奇元国家主席の名誉回復が行われ、間もなく林彪・四人組裁判が始まったが、毛沢東の責任については言及されなかった。
文化大革命については、「指導者（毛沢東）が誤って発動し、反動集団（林彪や江青ら四人組）に利用され、党、国家各民族に大きな災難である内乱をもたらした」として毛沢東の誤りを認めたものの、「偉大なマルクス主義者であり、偉大なプロレタリア階級革命家」と評価され、「功績第一、誤り第二」とする鄧小平の意図通りとなった。
ただし劉少奇に対する迫害については「林彪・四人組一派は党の権力を奪取する反革命目的から、わが党の欠点と誤りを利用し、劉少奇同志を陥れ残酷な迫害を行った」と表現されるにとどまった（1980年5月17日の劉少奇追悼大会で鄧小平によって読まれた弔辞から）。
同じく5中全会で汪東興ら「すべて派」が失脚し、その後自らも国務院総理（首相）の座を趙紫陽に譲るなど政治局内で孤立していった華国鋒は、6中全会で党中央委員会主席と党中央軍事委員会主席を辞任した。胡耀邦が後任の党主席に、鄧小平が党中央軍事委員会主席に就任し、華国鋒自身は政治局常務委員にとどまったものの副主席に降格され、事実上の失脚となった。反改革開放派は共産党指導部から一掃され、鄧小平を核心とする中国共産党第2代指導体制が完成した。